# International Rugby Hall of Fame
International Rugby Hall of Fame fu una galleria delle celebrità del rugby a 15 istituita nel 1997 ad Auckland per opera di un gruppo di ex giocatori.
Ogni due anni, fino al 2007, tenne una cerimonia di ammissione di nuovi membri; con l'istituzione di analoga Hall of Fame da parte dell'International Rugby Board nel 2006 fu superata e non operò più nuove ammissioni finché nel 2014 le due istituzioni si fusero in quella che nel frattempo era diventata World Rugby Hall of Fame; i due palmarès furono quindi riunificati.

## L'organizzazione
L'International Rugby Hall of Fame Trust è un'associazione senza fini di lucro neozelandese. Il suo consiglio di amministrazione è composto da dieci a venti persone nominate in modo che siano rappresentate le maggiori nazioni in cui è praticato il rugby. Questo consiglio è incaricato di eleggere i nuovi Hall of Famers ogni due anni. La grande maggioranza dei membri del consiglio di amministrazione sono Hall of Famers eletti in precedenza.
I criteri di eleggibilità per un giocatore prevedono che questo sia defunto, ritirato dall'attività da più di un anno e, per quelli che hanno cominciato a praticare lo sport dopo il 1900, di avere giocato a livello internazionale. Altre personalità quali ufficiali di gara, allenatori, dirigenti, ecc., possono anche essere inclusi per il loro particolare contributo al gioco.
Il consiglio di amministrazione insedia un Comitato di esame, formato da un gruppo di critici e commentatori internazionali, che procede alla segnalazione di non più di 25 nomine. I nominati possono essere indotti nella Hall of Fame dal consiglio di amministrazione secondo la seguente procedura: ogni membro può indicare sulla sua lista fino a dieci nominati, vengono indotti nella Hall of Fame coloro i quali possiedono la maggioranza dei 3/4 dei voti totali.
In seguito alla designazione dei nuovi indotti ha luogo una cerimonia di insediamento in forma di pranzo.

## Halls of Famers

### 1997
Serge Blanco

 Danie Craven

 Gareth Edwards

 Mark Ella

 Mike Gibson

 Barry John

 Willie John McBride

 Colin Meads

 Cliff Morgan

 George Nepia

 Frik du Preez

 Tony O'Reilly

 Hugo Porta

 Jean-Pierre Rives

 JPR Williams

### 1999
Gerald Davies

 Morne du Plessis

 Nick Farr-Jones

 Andy Irvine

 Carwyn James

 Jack Kyle

 Brian Lochore

 Philippe Sella

 Wavell Wakefield

 Wilson Whineray

### 2001
Gordon Brown

 David Campese

 Ken Catchpole

 Don Clarke

 Mervyn Davies

 Sean Fitzpatrick

 Michael Lynagh

 Bill McLaren, commentatore

 Hennie Muller

 Jean Prat

### 2003
Bill Beaumont

 Gavin Hastings

 Tim Horan

 Michael Jones

 Ian Kirkpatrick

 John Kirwan

 Jo Maso

 Syd Millar

### 2005
Fred Allen

 Phil Bennett

 André Boniface

 Naas Botha

 John Eales

 Grant Fox

 Dave Gallaher

 Martin Johnson

 Ian McGeechan, ex giocatore e allenatore Lions

 Gwyn Nicholls

 François Pienaar

 Keith Wood

### 2007
Ieuan Evans

 Danie Gerber

 Tom Kiernan

 Jason Leonard

 Jonah Lomu

 Terry McLean, giornalista

 Graham Mourie

 Bennie Osler

 Fergus Slattery

 Joost van der Westhuizen

## Hall of Famers per nazione
| Nazione       | Numero di Hall of Famers |
| ------------- | ------------------------ |
| Nuova Zelanda | 15                       |
| Galles        | 10                       |
| Sud Africa    | 9                        |
| Irlanda       | 8                        |
| Australia     | 7                        |
| Francia       | 6                        |
| Scozia        | 5                        |
| Inghilterra   | 4                        |
| Argentina     | 1                        |